# Christian Büschges
Christian Büschges (* 25. November 1965 in Dülken) ist ein deutscher Historiker.
Büschges studiert nach seiner Schulzeit in Viersen an der Universität zu Köln Iberischen und Lateinamerikanische Geschichte, Deutsche Philologie und Mittlere und Neuere Geschichte. Es schloss das Studium 1992 mit dem Magister Artium ab.
Drei Jahre später promovierte er an der gleichen Hochschule mit der Arbeit Familie, Ehre und Macht: Konzept und soziale Wirklichkeit des Adels in der Stadt Quito (Ecuador) während der späten Kolonialzeit, 1765–1822, einer sozialgeschichtliche Studie, die 1996 im Franz Steiner Verlag als Band 66 der Beiträge zur Kolonial- und Überseegeschichte erschienen ist. 2002 habilitierte er in Fach Neuere Geschichte mit besonderer Berücksichtigung der Iberischen und Lateinamerikanischen Geschichte ebenfalls an der Kölner Universität. Im gleichen Jahr wurde er zum Professor für Allgemeine Geschichte mit besonderer Berücksichtigung der Iberischen und Lateinamerikanischen Geschichte an die Universität Bielefeld berufen. Seit 2007 ist er zudem Profesor invitado an der Universidad Andina Simón Bolívar in Quito.
2013 erfolgte dann die Berufung zum außerordentlichen Professor für Iberische und Lateinamerikanische Geschichte an die Universität Bern.
Neben seinen Forschungen an den Universitäten führten in Forschungsaufenthalte nach Spanien, Mexiko, Ecuador und Kolumbien.

## Werke (Auswahl)
- 1996: Familie, Ehre und Macht : Konzept und soziale Wirklichkeit des Adels in der Stadt Quito (Ecuador) während der späten Kolonialzeit, 1765–1822, Steiner Verlag, Stuttgart, ISBN 978-3-515-06908-3
- 2007: zusammen mit Joanna Pfaff-Czarnecka: Die Ethnisierung des Politischen, Campus-Verlag, Frankfurt, ISBN 978-3-593-38327-9
- 2013: Demokratie und Völkermord : Ethnizität im politischen Raum, Wallstein Verlag, Göttingen, ISBN 978-3-8353-1041-4